# Viktor Sotchava
Viktor Borissovitch Sotchava (en russe : Виктор Борисович Сочава ; abréviation botanique : Soczava), né le 20 juin 1905 à Pargolovo en Russie et mort le 29 décembre 1978 à Komarovo en URSS, est un géographe et botaniste soviétique connu pour avoir développé la théorie des géosystèmes et des géochores.
Il est inhumé au cimetière de Komarovo.

## Publications
- 1978 Введение в учение о геосистемах (Introduction à l'étude des géosystèmes). Новосибирск: Наука.
- 1956. "Горные дубовые леса" (Chênaie de montagne) in Растительный покров СССР: Пояснительный текст к "Геоботанической карте СССР," м. 1:4000000 (Rastitel'nyi Pokrov SSSR: Poyasnitel'nyi Tekst k "Geobotanicheskoi Karte SSSR", M. 1: 4000000)
- 1933. "Tundren des Anabaraf lussbeckens". Izvestla Soc. Geog. 65 (4): 340-364